# Harsch (Unternehmen)
Die Harsch GmbH ist ein Bauunternehmen mit Sitz in Bretten im Landkreis Karlsruhe.
Harsch verfügt über mehrere Standorte in Baden-Württemberg (Bretten, Gondelsheim, Laupheim und Karlsruhe-Stupferich). Das Unternehmen ist in folgende Bereiche gegliedert: Hoch- und Ingenieurbau, Tief- und Straßenbau, Schlüsselfertigbau, Projektentwicklung, Betonfertigteile, Elektrotechnik, Profildächer, Entsorgung und Recycling sowie Transportbeton.

## Geschichte
Am 1. August 1919 wurde das Gewerbe „Harsch, Rudolf, Baugeschäft“ in Bretten angemeldet. Der erste Auftrag des Unternehmens war der Bau eines Stalls beim Sägewerk der Gebrüder Harsch. 1920 übernahm das Unternehmen den Steinbruch zwischen Rinklingen und Bretten, der noch heute den Firmensitz in der Rinklinger Straße bildet. Am 4. September 1923 wurde die „Bauunternehmung Harsch“ erstmals im Handelsregister des Brettener Amtsgerichts eingetragen. In den darauffolgenden Jahren entwickelte Rudolf Harsch den Bereich Tunnelbau zu einem weiteren Unternehmensstandbein und beteiligte sich an der Steinzeugfabrik Betsche in Bretten. Bereits 1928 begann die Produktionsaufnahme der ersten Betonwerkswaren- und fertigteile.
Während der NS-Zeit erfuhr das Unternehmen – laut Firmenchronik – einen Aufschwung. So baute Harsch 1937/38 eine Kaserne in Karlsruhe und vollzog die Eingliederung der Steinzeugfabrik zum 1. November 1939 nach der Demission des Teilhabers.

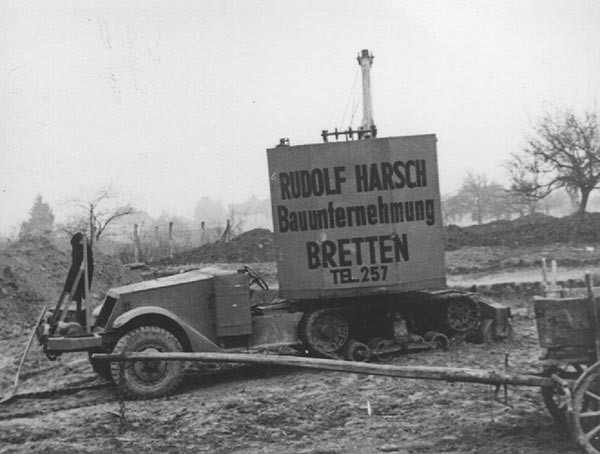
Erster Bagger der Firmengruppe 1945

1945 musste die Produktion der Steinzeugfabrik wegen Brennstoffmangels eingestellt werden. Im selben Jahr starb Rudolf Harsch mit 54 Jahren. Sein Sohn Rolf übernahm die Firma. Im September 1953 gründete Harsch die eigene Brettener Wohnbaugesellschaft. Am 13. Mai 1956 starb Rolf Harsch im Alter von 35 Jahren. Sein Bruder Wolfgang Harsch übernahm mit 27 Jahren die Leitung des Unternehmens.

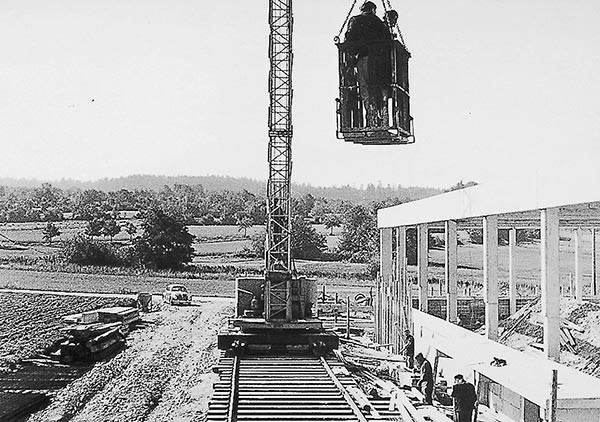
Spannbetonanlage 1960

1960 wurde die neue Spannbetonanlage mit einer 100 Meter langen Halle in Betrieb genommen. Auch im Steinzeugwerk entstand derweil eine 165 Meter lange Tunnelofenanlage. Das Betonwerk von der Rinklinger Straße wurde 1963 nach Gondelsheim verlegt. 1970 wurde das Unternehmen Kraichgau Beton gegründet. Harsch war als Mitgesellschafter mit 25 Prozent am Transportbetonhersteller beteiligt.
Mit der Gründung der Fertigbau Harsch GmbH & Co. KG 1973 setzte Harsch auf ein bis dahin unbekanntes Modell mit dem Konzept „System-Fertigbau inklusive Planung und allen Leistungen aus einer Hand“.
Die EBRD (Erdaushub, Bauschutt, Recycling und Deponie) GmbH wurde 1990 gegründet. 1991 trat Rolf Harsch (der Enkel des Firmengründers) im Juni in die Firmengruppe ein. 1993 kaufte Harsch eine Steinzeugfabrik in Belgern und zwei Jahre später das Steinzeugwerk Schamotte und Tonwerke GmbH in Ponholz.
Anfang der 2000er wurden die operativen Harsch-Firmen zur „Harsch Bau GmbH & Co KG“ verschmolzen.

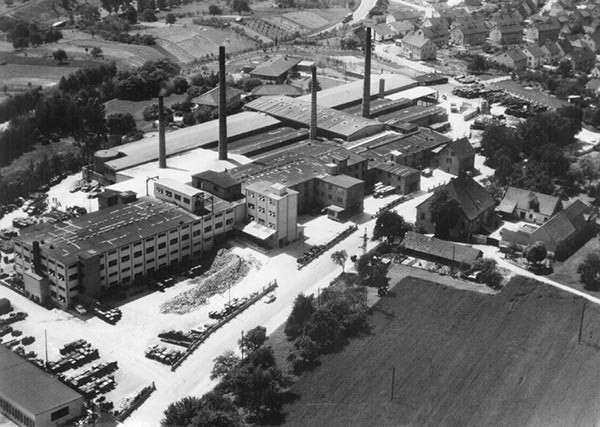
Steinzeugwerk Bretten 1960

Im Oktober 2013 schloss Harsch das Steinzeugwerk in Belgern. Dies bedeutete das Ende der Steinzeugproduktion nach 75 Jahren.
2014 wurde Harsch alleiniger Gesellschafter der Artur Weiler GmbH + Co. KG, Rohrleitungsbau · Tiefbau in Karlsruhe-Stupferich. In zwei Schritten übernahm die Firmengruppe die LISCHMA Betonwerke Laupheim und firmierte diese ab 1. Februar 2015 um in die LISCHMA GmbH & Co KG. Im Januar 2017 wurde die Firmengruppe Harsch alleiniger Gesellschafter der Elektro-Heck GmbH in Pfinztal-Söllingen.
Andreas Neff wurde im Juni 2016 zum weiteren Geschäftsführer bestellt. 2017 wurde die Firmengruppe Harsch alleiniger Gesellschafter der Elektro-Heck GmbH in Pfinztal-Söllingen.
2021 übernahm Harsch die Gartner Elektrotechnik GmbH und gründete wenig später die Harsch Profilblech GmbH und erweiterte damit das eigene Leistungsspektrum um die Fachgebiete Photovoltaiktechnik und Profildächer und -fassaden.
Im Juli 2022 folgte die Übernahme der Firma Fliesen Fihn und seit Januar 2023 gehört die Firma Morlock Heizungsbau zur Firmengruppe.

## Unternehmensbereiche
Die Harsch Firmengruppe ist sowohl in den Bereichen Tief- und Straßenbau, als auch im Bereich schlüsselfertiges Planen und Bauen im Industrie- und Gewerbebau mit Festpreis und garantiertem Fertigstellungstermin, der Projektentwicklung, die vom Grundstückserwerb über die Planung, Finanzierung und den Bau der Gebäude reicht, sowie im Hoch- und Ingenieurbau tätig.
Seit der Übernahme der Firmen Artur Weiler, Elektro Heck, Gartner Elektrotechnik, Lischma, Harsch Profilblech und Fliesen Fihn gehören die Bereiche Versorgungs- und Rohrleitungsbau, Elektroarbeiten, Profilblechverarbeitungen, Fliesenverlegearbeiten sowie die Herstellung von Betonfertigteilen ebenfalls zum Leistungsbereich. Durch die Beteiligungen an der EBRD und Kraichgau Beton GmbH gehören die Transportbetonherstellung sowie der Abbruch und das Baustoffrecycling ebenfalls zum Umfang der Unternehmensgruppe.